# Ripalta (Borghetto di Vara)
Ripalta è una frazione di 23 abitanti del comune di Borghetto di Vara, nell'alta val di Vara, in provincia della Spezia. Distante circa 1,5 km dal capoluogo comunale, è ubicata a 214 metri sul livello del mare.

## Origine del nome
Il toponimo Ripalta potrebbe derivare, vista la sua posizione geografica, dalla parola latina ripa, che in un contesto montano assume il significato di pendio, scarpata, sentiero ripido, mentre in uno pianeggiante quello di riva, sponda, argine e anche ruscello, canale.

## Storia

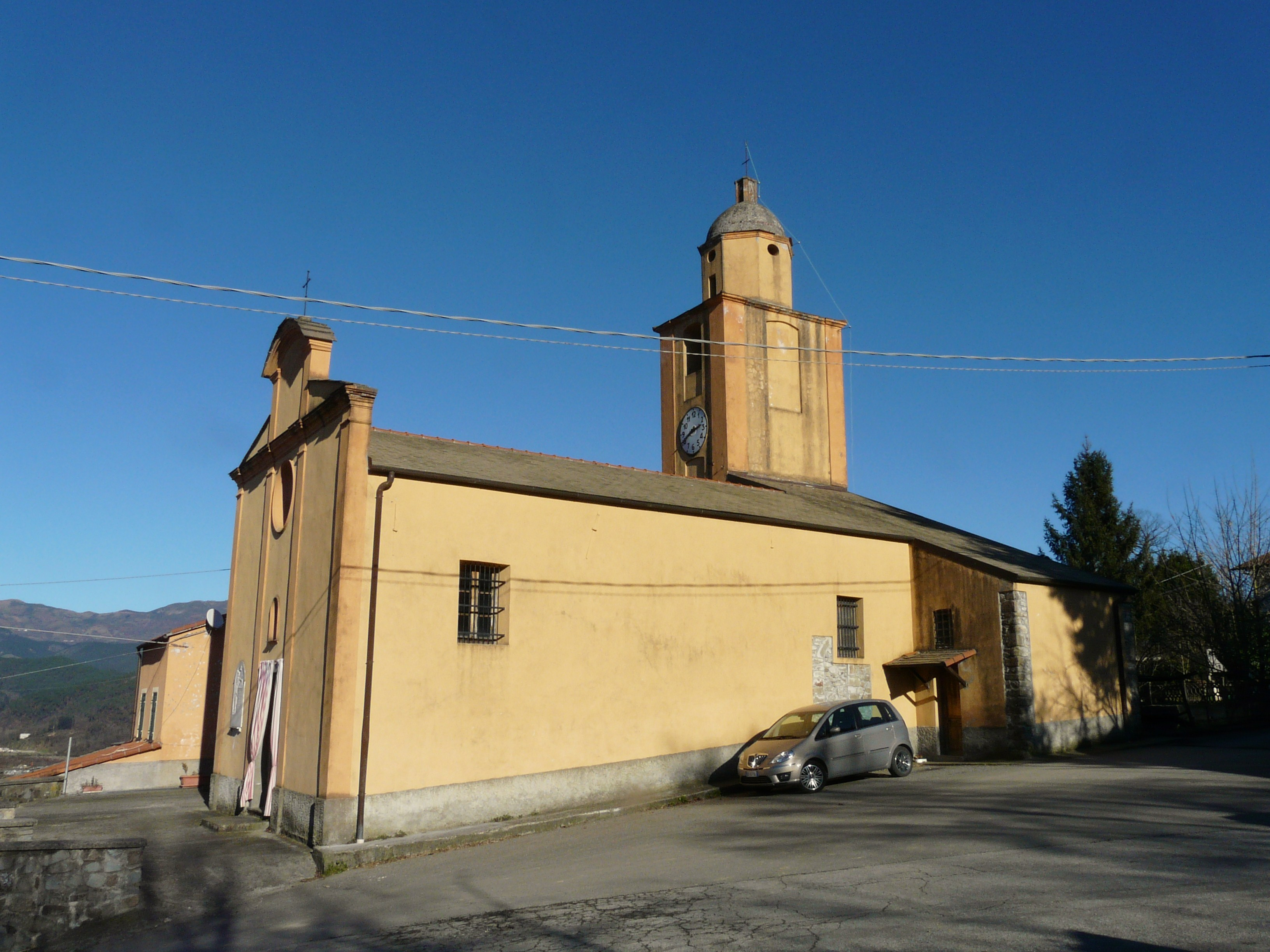
La locale parrocchiale di San Nicola di Bari

Il feudo di Ripalta, situato a sud dell'abitato di Borghetto, sulla destra del fiume Vara, fu un antico possedimento medievale della signoria degli Este e della famiglia Malaspina.
In un diploma imperiale di Federico Barbarossa, datato al 1164, ne attesta, per una "quarta parte" il confermato possedimento al marchese Obizzo Malaspina detto "il Grande".
Per vicissitudini storiche rientrò, ben prima di Borghetto, nei domini levantini della Repubblica di Genova. Fondamentale fu l'alleanza, nel XII secolo, tra gli uomini di Brugnato e Genova per la sottrazione di una porzione di territorio ai Malaspina divenendone, di fatto, un piccolo borgo fortificato alle dipendenze dei genovesi. Genova, da parte sua, dotò Ripalta di particolari privilegi come l'elezione di un proprio podestà o rappresentante locale e, dal 1419, il diritto della cittadinanza genovese. Con la dominazione genovese rientrò sotto la giurisdizione della Podesteria di Brugnato e poi, dal 1607, del Capitaneato di Brugnato e ancora, dopo la soppressione di quest'ultimo nel 1637, nei confini territoriali del Capitaneato di Levanto.
Con la nuova dominazione napoleonica rientrerà dal 2 dicembre 1797 nel Dipartimento del Vara, con capoluogo Levanto, all'interno della Repubblica Ligure annessa al Primo Impero francese. Dal 28 aprile del 1798 con i nuovi ordinamenti francesi, il territorio di Ripalta rientrerà nel II Cantone, capoluogo Brugnato, della Giurisdizione di Mesco. Dal 1803 fu centro principale del V Cantone del Golfo del Mesco nella Giurisdizione del Golfo di Venere e dal 13 giugno 1805 al 1814 inserito nel Dipartimento degli Appennini. È in questo periodo che la municipalità di Ripalta verrà soppressa e accorpata come frazione (così come le ex municipalità autonome di L'Ago e Pogliasca) nel comune di Borghetto di Vara.
Nel 1833 lo storico Emanuele Repetti annotava la presenza a Ripalta di 96 abitanti contro i 198 abitanti di Pogliasca e i 354 di Borghetto.

## Monumenti e luoghi d'interesse

### Architetture religiose
La locale chiesa parrocchiale è intitolata a san Nicolò di Bari, quest'ultima edificata nel X secolo e citata in un diploma imperiale di Carlo il Grosso. L'attuale chiesa fu ricostruita sulle fondamenta dell'antico edificio romanico di cui rimane visibile l'originario battistero. Al suo interno, oltre ad immagini sacre dell'abbandonato ospitale di Boccapignone dei Padri olivetani dell'ordine di San Benedetto, custodisce una vasca battesimale dell'antica chiesa di San Salvatore di Ortara tra Boccapignone e Ripalta.

### Architetture militari
Presso il paese sono ancora visibili i ruderi del castello che fu edificato molto probabilmente nel XII secolo dai signori locali. La sua prima citazione è databile al 1202, in un documento dove si concordava la cessione di alcuni borghi della valle, tra questi anche Ripalta, dai Malaspina ai vescovi-conti di Luni. Successivamente, nel 1215, il castello di Ripalta verrà concesso ai genovesi in cambio di protezione e difesa.
Occupato militarmente da Oberto II Pallavicino, condottiero e vicario imperiale di Federico II di Svevia, autoproclamatosi signore e castellano di Ripalta nel 1240, il maniero passò quindi ai Fieschi nel 1253 e alla Repubblica di Genova nel 1276 dopo la vendita di Nicolò Fieschi.

## Note

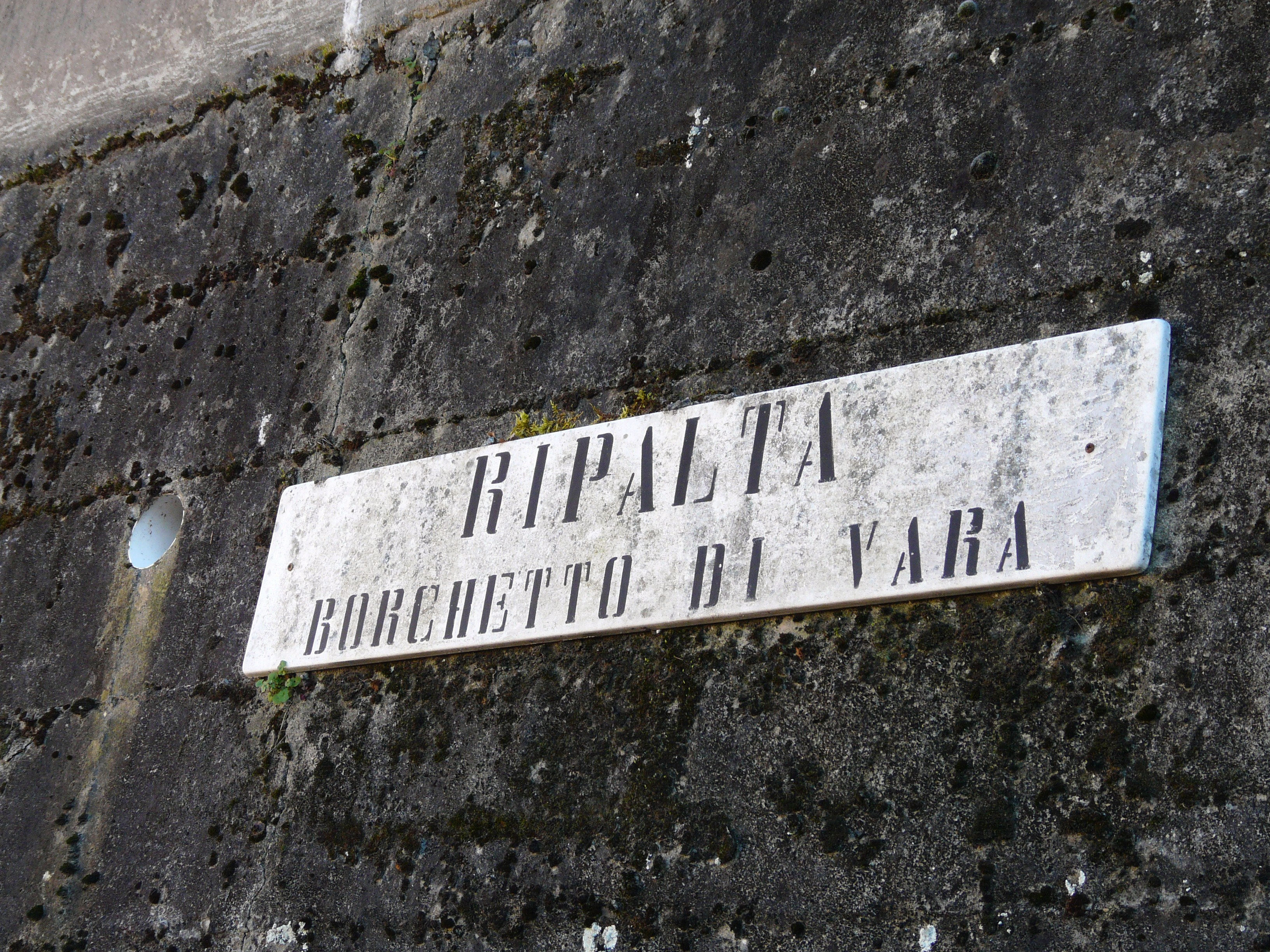
Toponomastica stradale